# Biserica Sfântul Nicolae din Telești

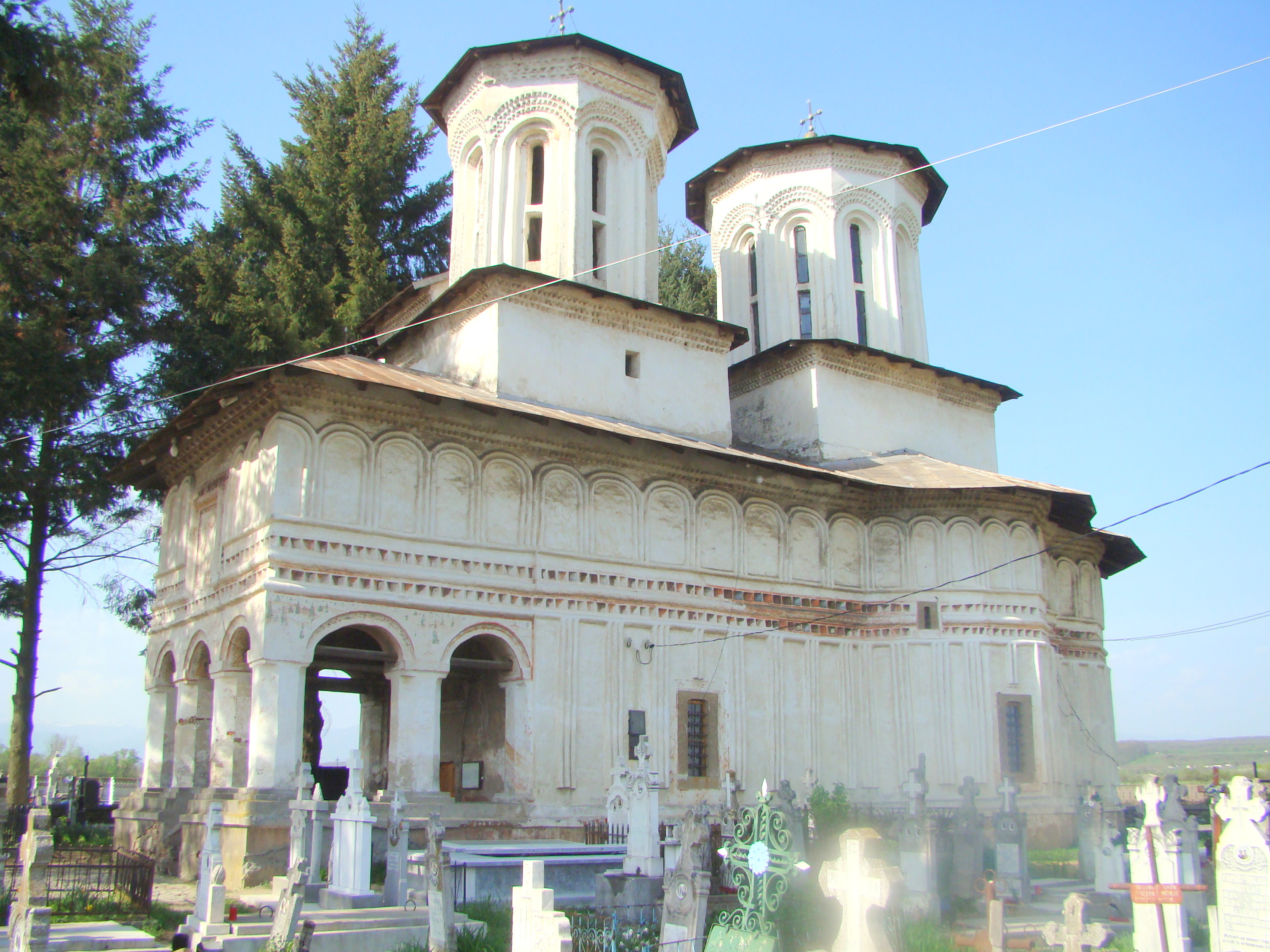
Biserica „Sfântul Ierarh Nicolae” din Telești, comuna Telești, județul Gorj, foto: aprilie 2018.

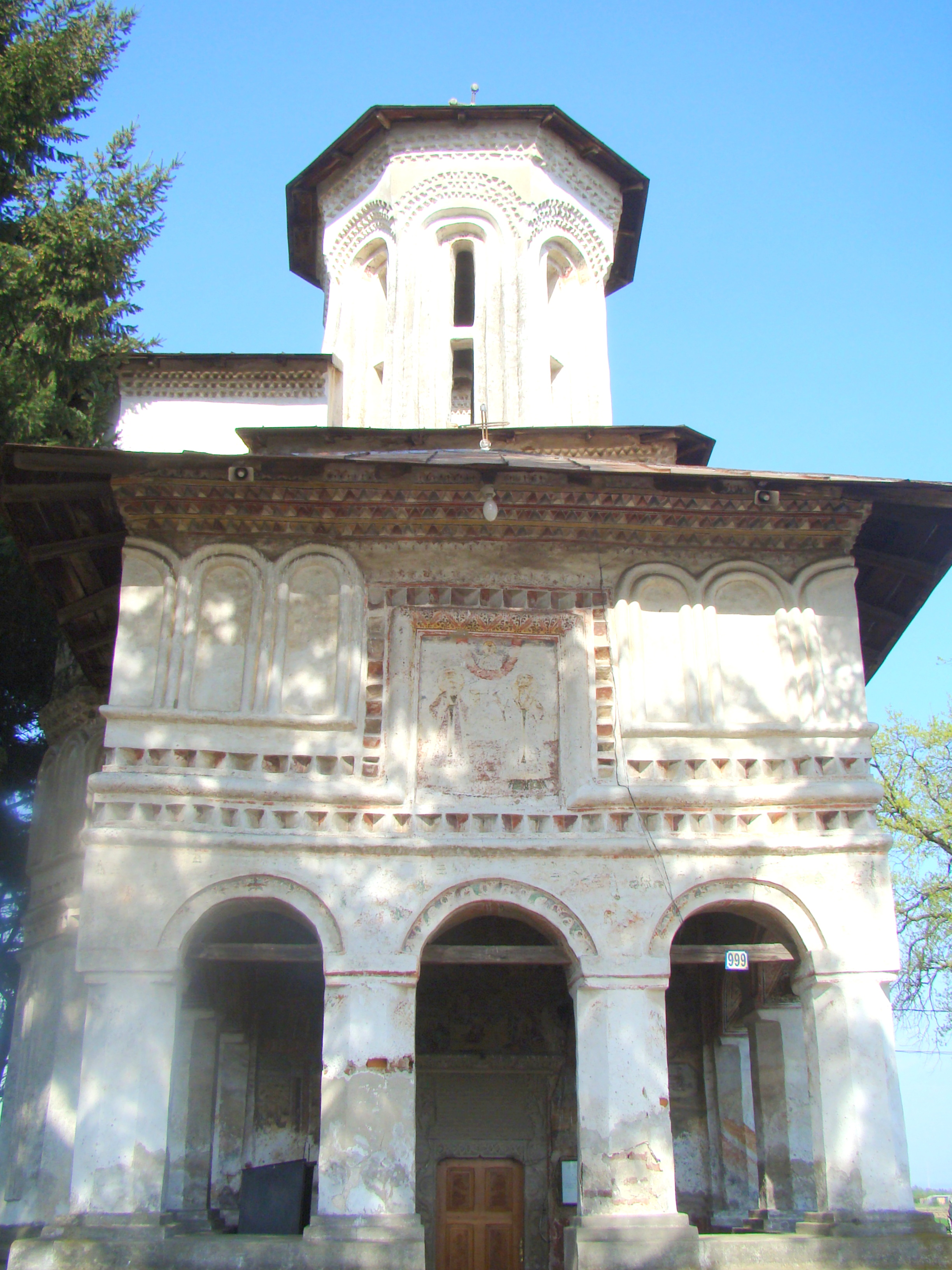
Biserica (vest)

Biserica „Sfântul Ierarh Nicolae” din Telești, comuna Telești, județul Gorj, datează din anul 1747. Biserica se află pe noua listă a monumentelor istorice sub codul LMI:  GJ-II-m-B-09410.

## Istoric și trăsături
Biserica Telești Birnici cu hramul „Sfântul Nicolae și Dionisie Areopagitul" a fost ridicată la 1747. Ctitoria are fațadele zugrăvite în întregime cu motive decorative. Conform pisaniei pictura a fost realizată între 1749-1750 de zugravii Ioan, Iancu, Iane și Matei. Pictura exterioară veche (datată de A. Paleolog 1749-1750) este exclusiv decorativă (fără personaje și scene) și foarte ștearsă; ea mai poate fi distinsă atât la exteriorul pridvorului, cât și pe brâiele laterale ale edificiului; este posibil ca pictura din interiorul pridvorului să fi suferit - cel puțin în parte - o restaurare mai veche. 
Biserica „Sfântul Nicolae" din Telești este ctitoria familiei Bălăcescu din anul 1747 și inițial a fost construită în satul Telești Birnici, însă, cu timpul vatra satului s-a mutat la vest de Bistrița, iar biserica a rămas în luncă. Construcția este zidită din cărămidă și are formă de cruce latină, cu două turle, iar pictura, deosebit de frumoasă, este realizată în stil bizantin de zugravii Ianei Iani și Ion. La acoperișul originar din șiță s-a renunțat încă din 1908, când biserica a fost refăcută și s-a acoperit cu tablă zincată.
Starea de conservare a bisericii este relativ satisfăcătoare din punct de vedere al construcției, dar nesatisfăcătoare din punctul de vedere al picturilor murale exterioare.

## Imagini

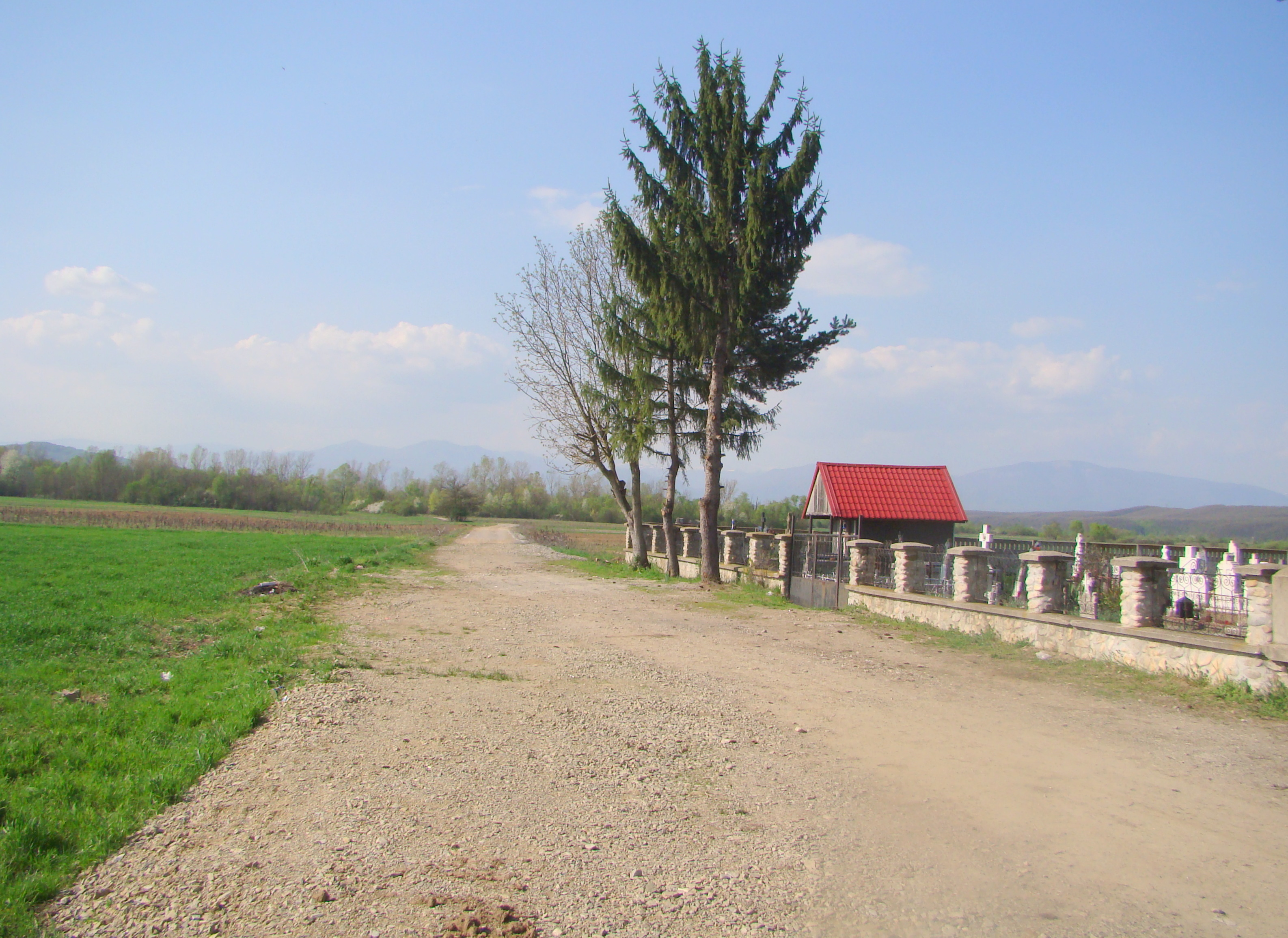
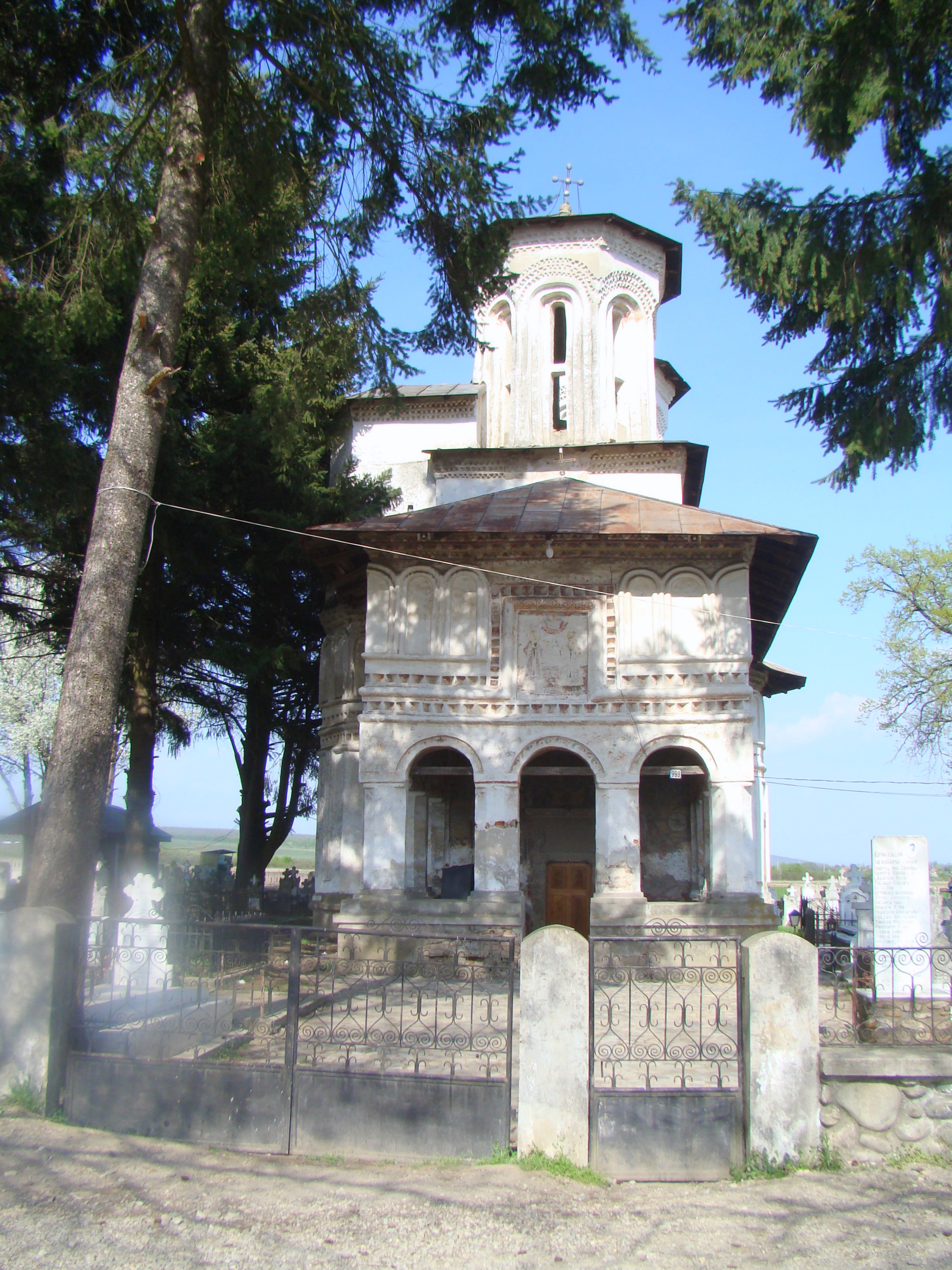
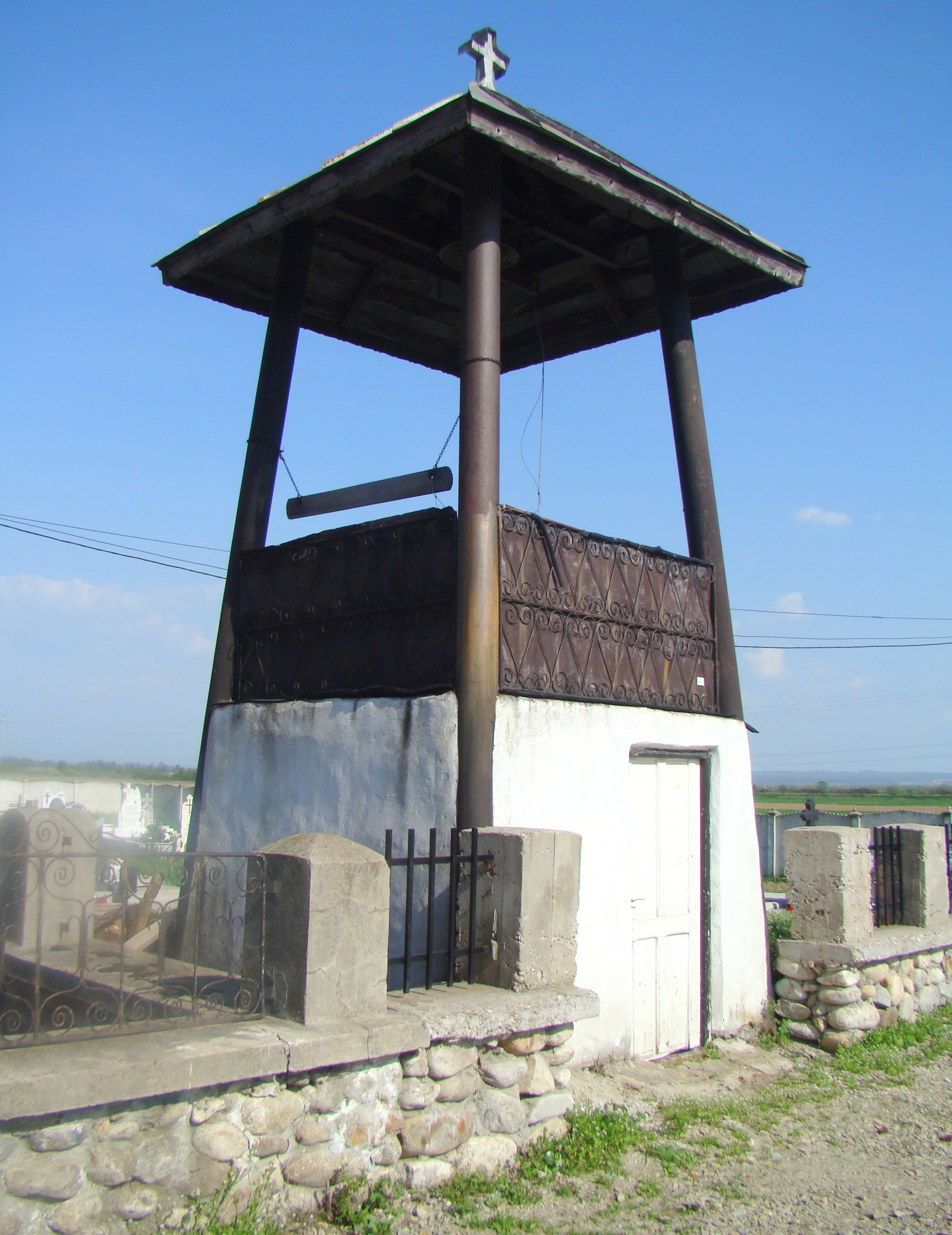
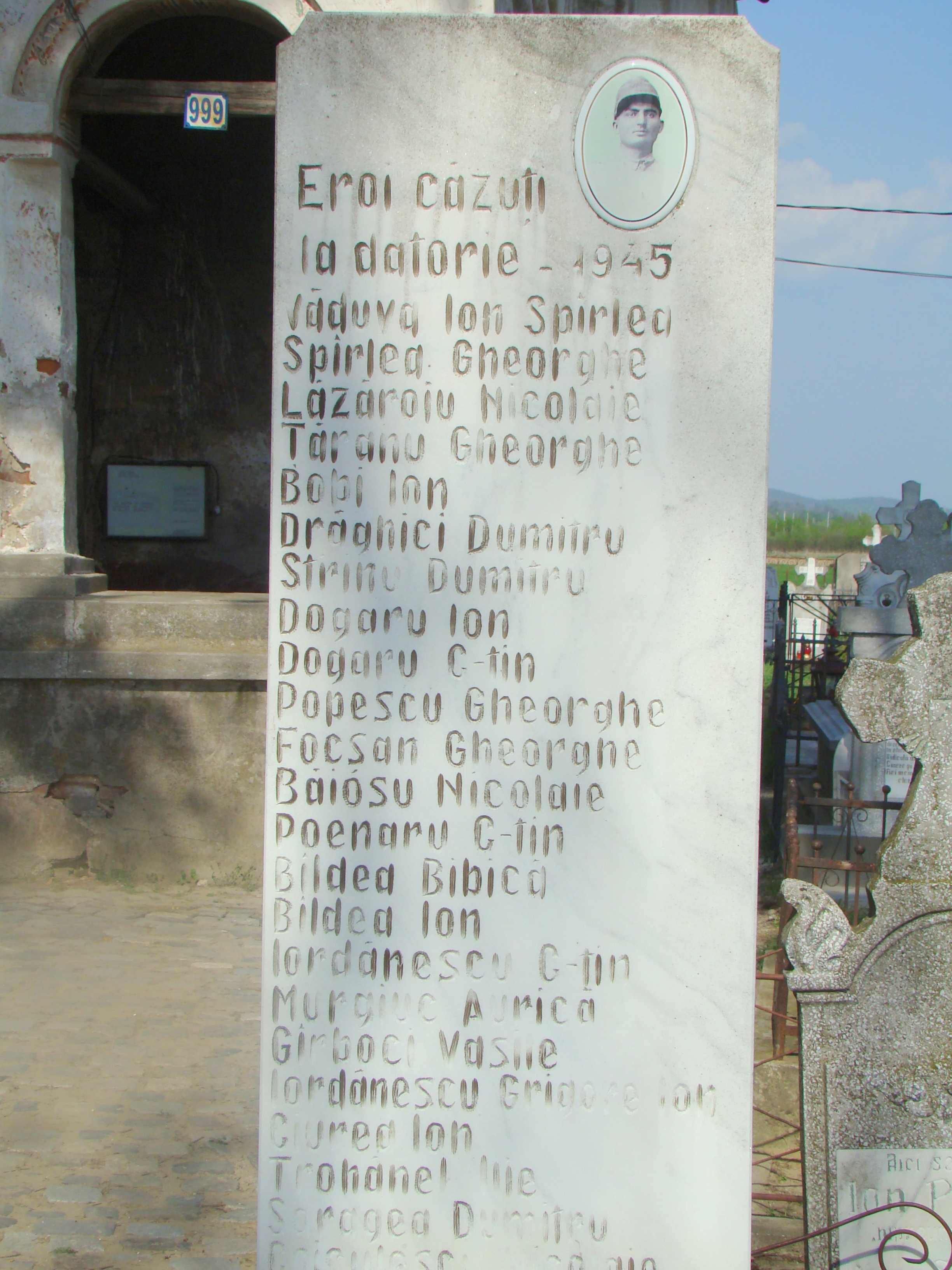
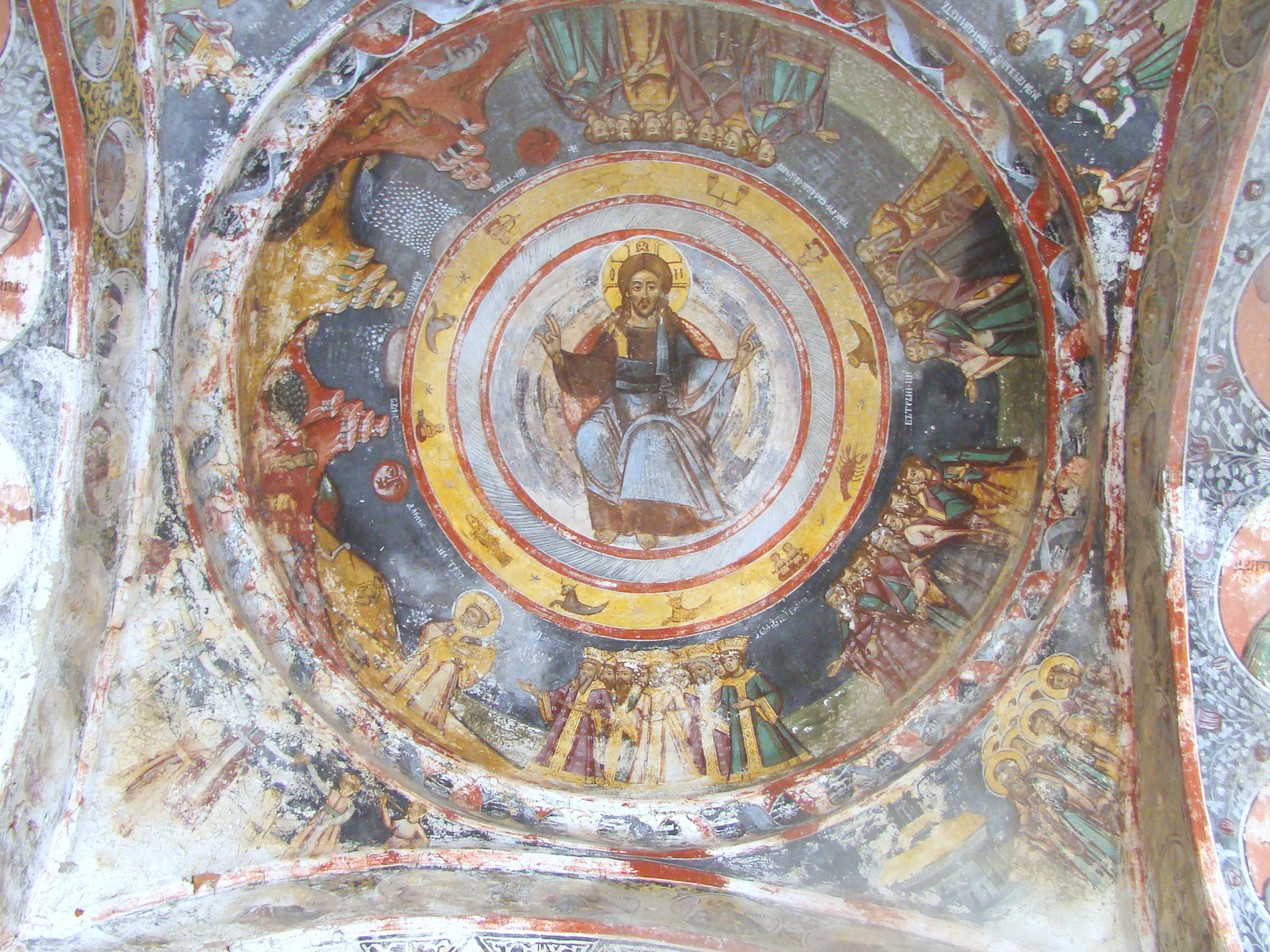
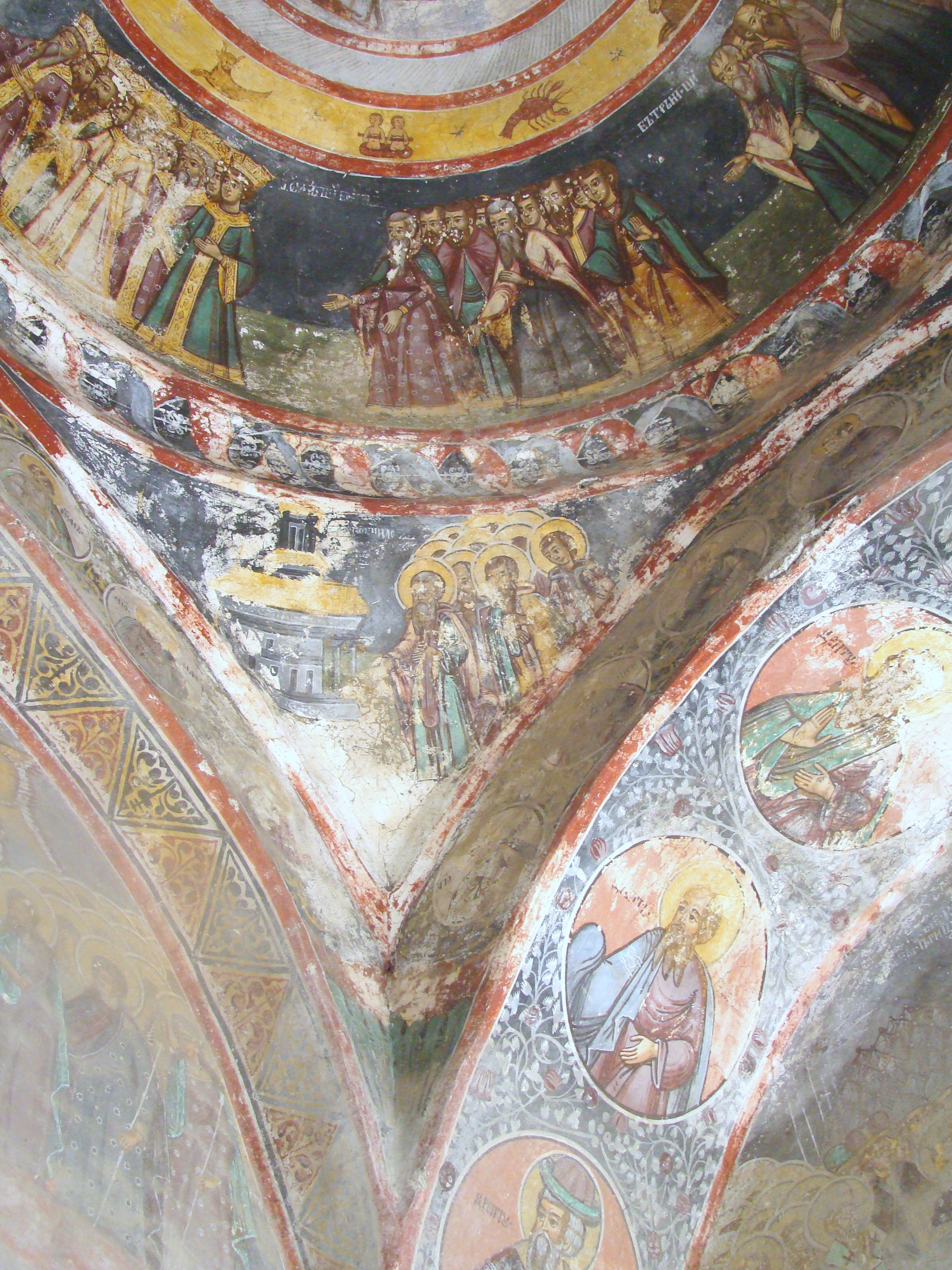
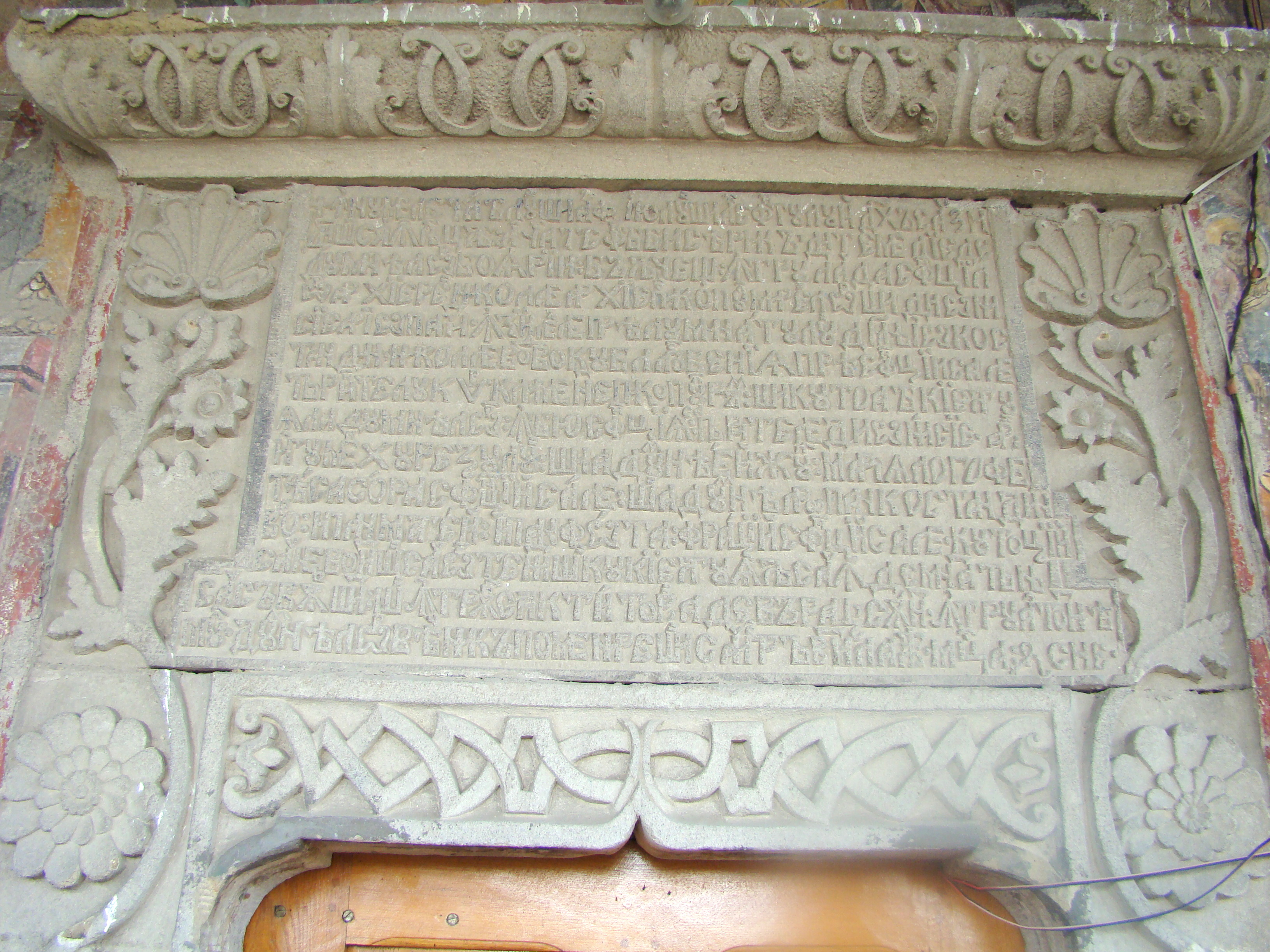
Pisanie
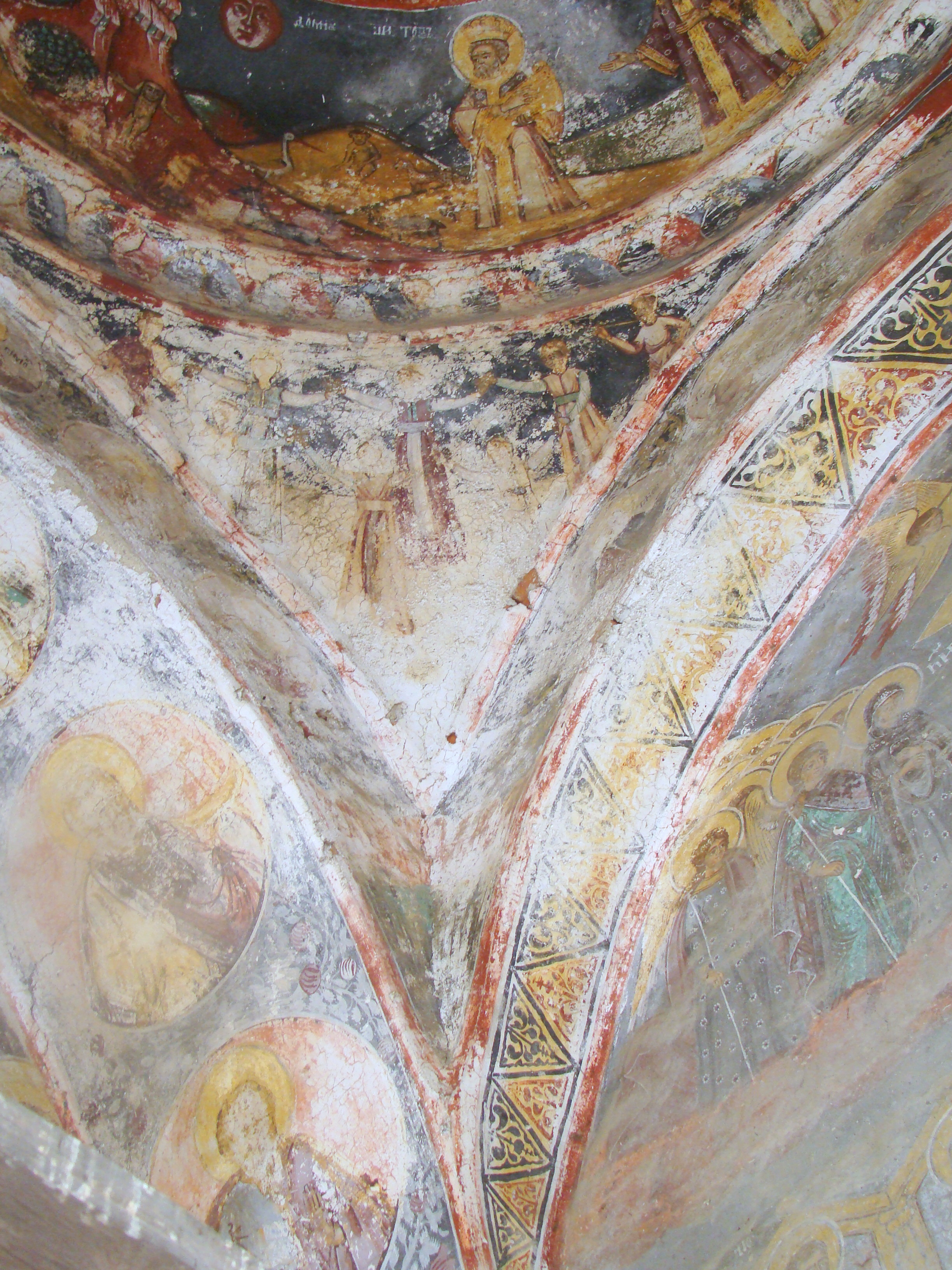
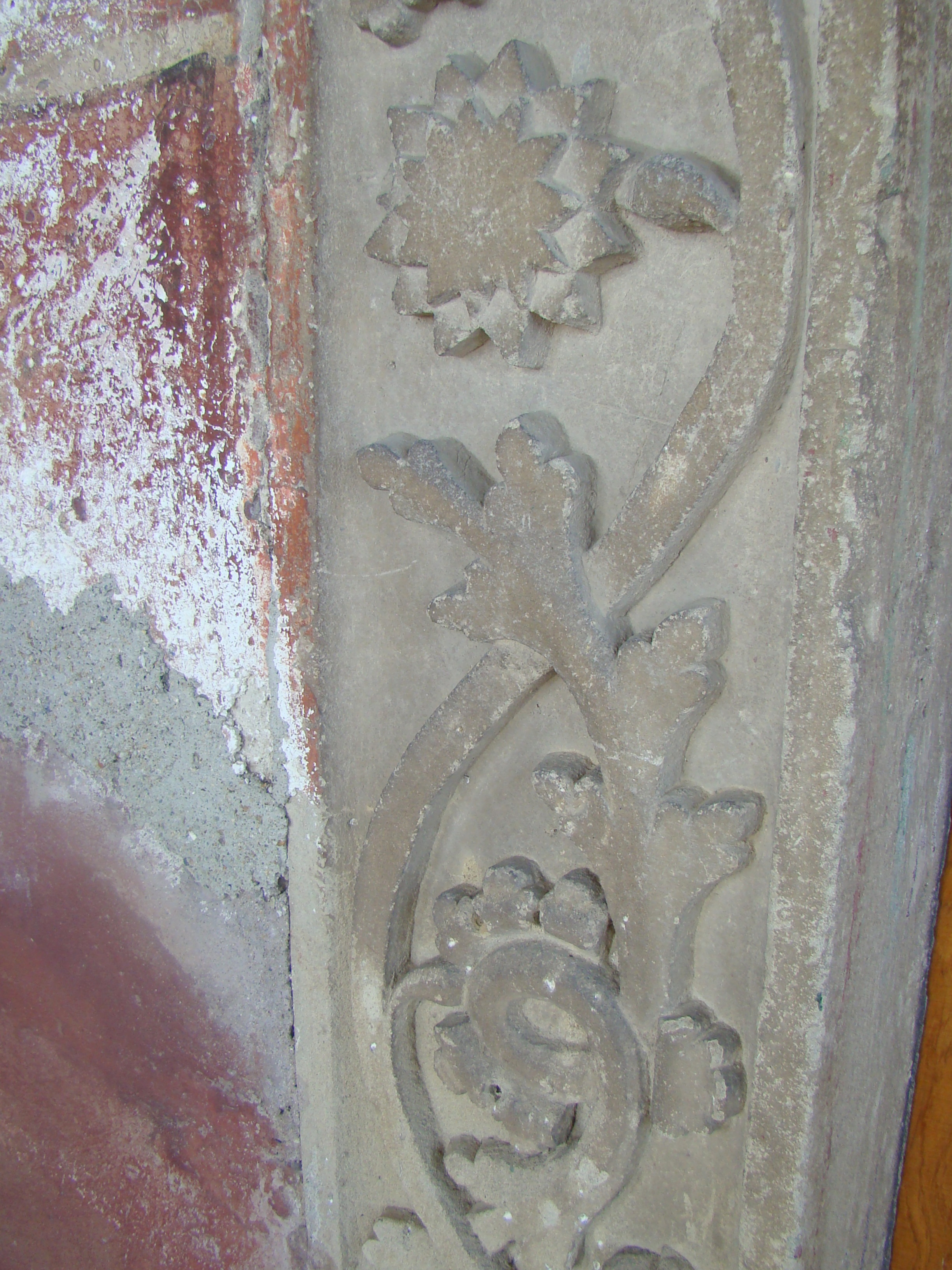
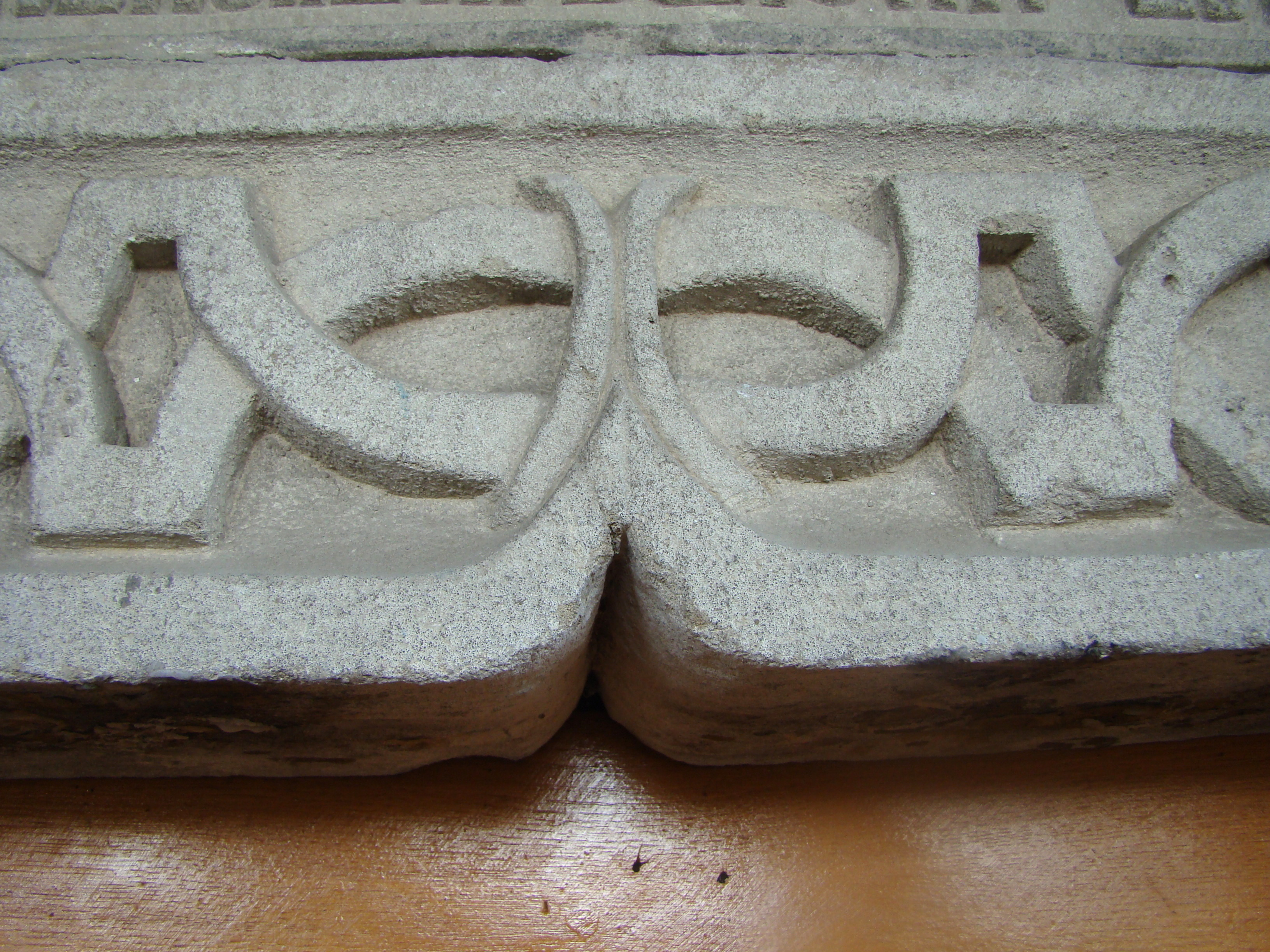
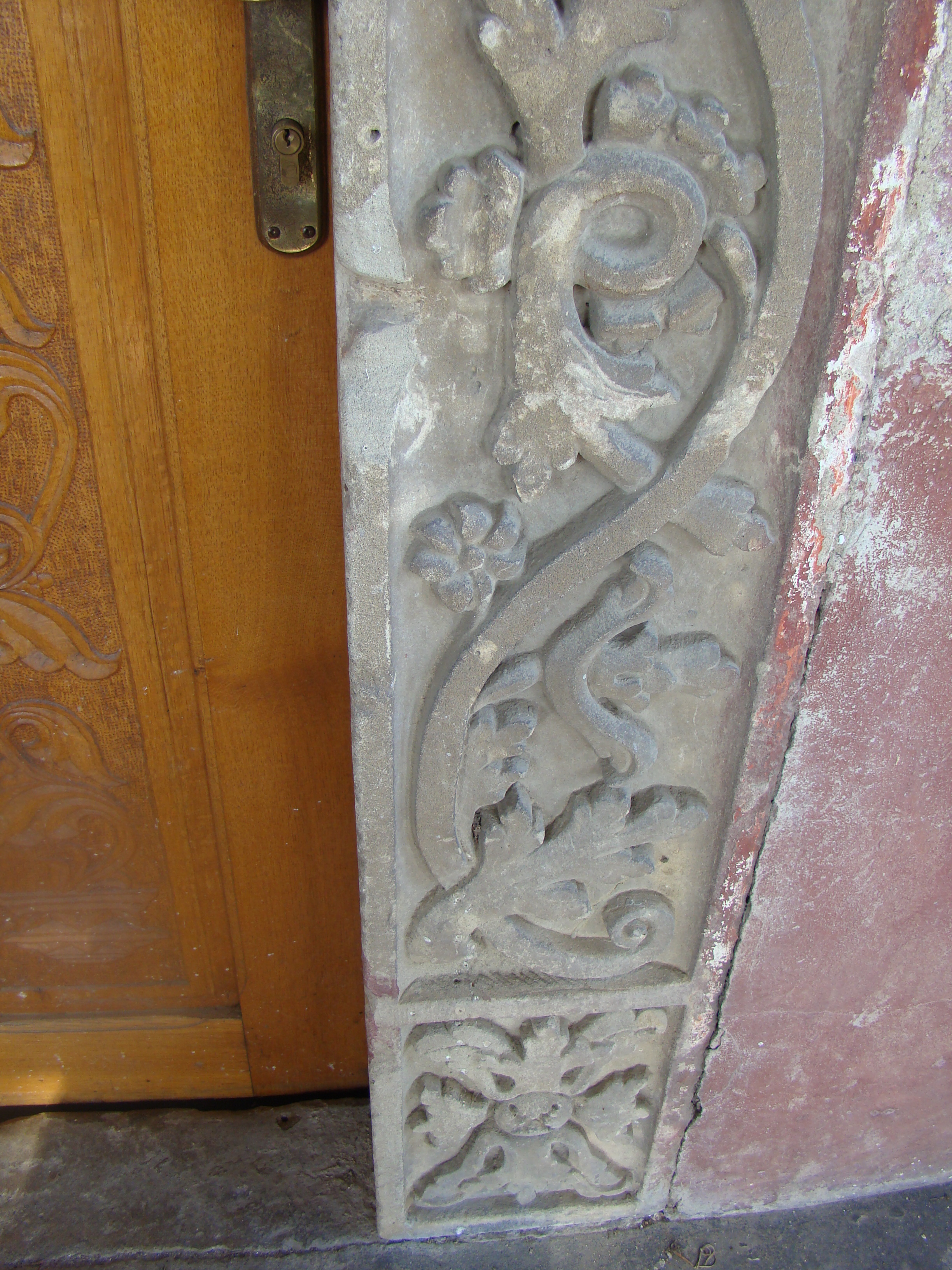
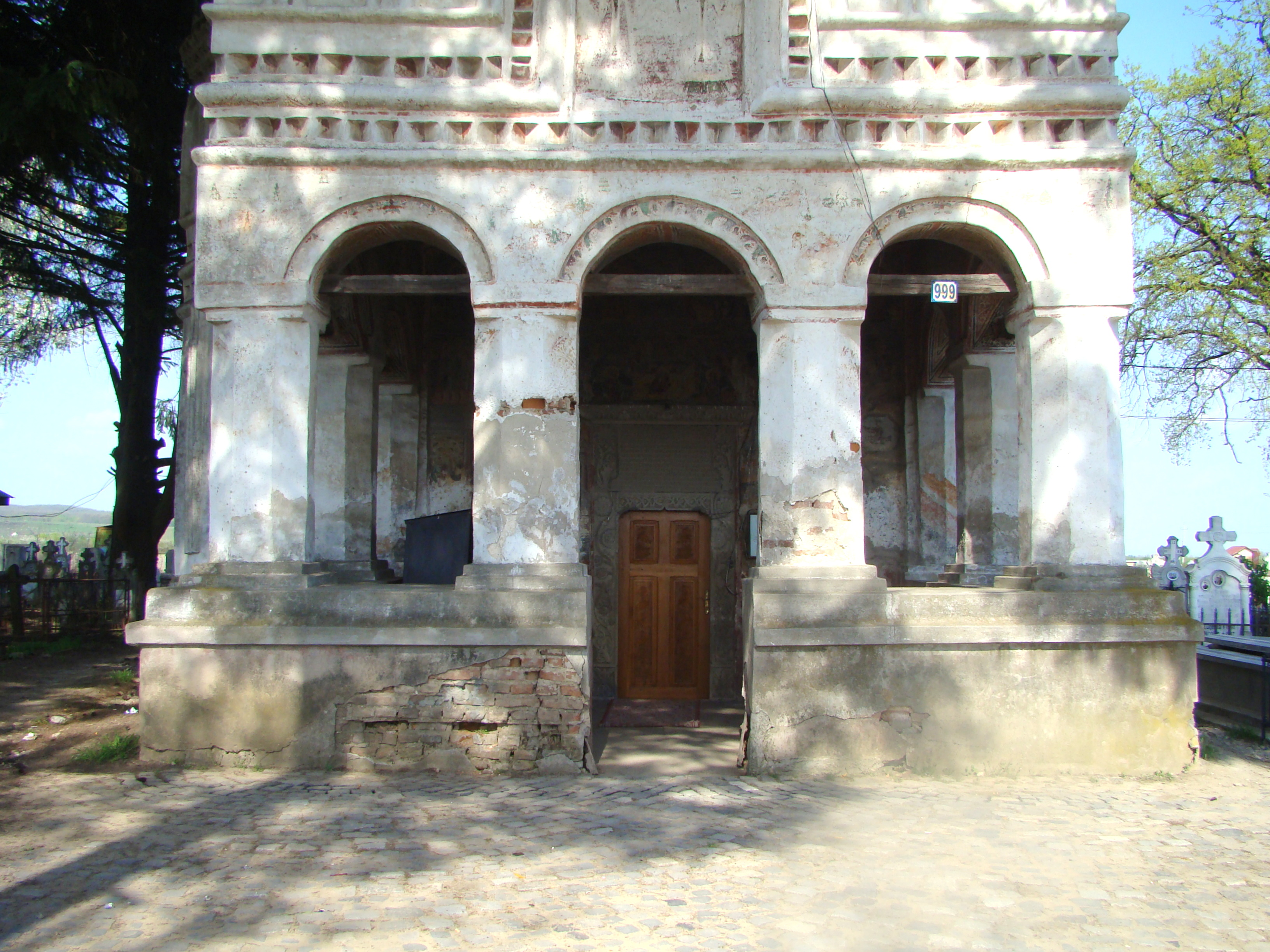
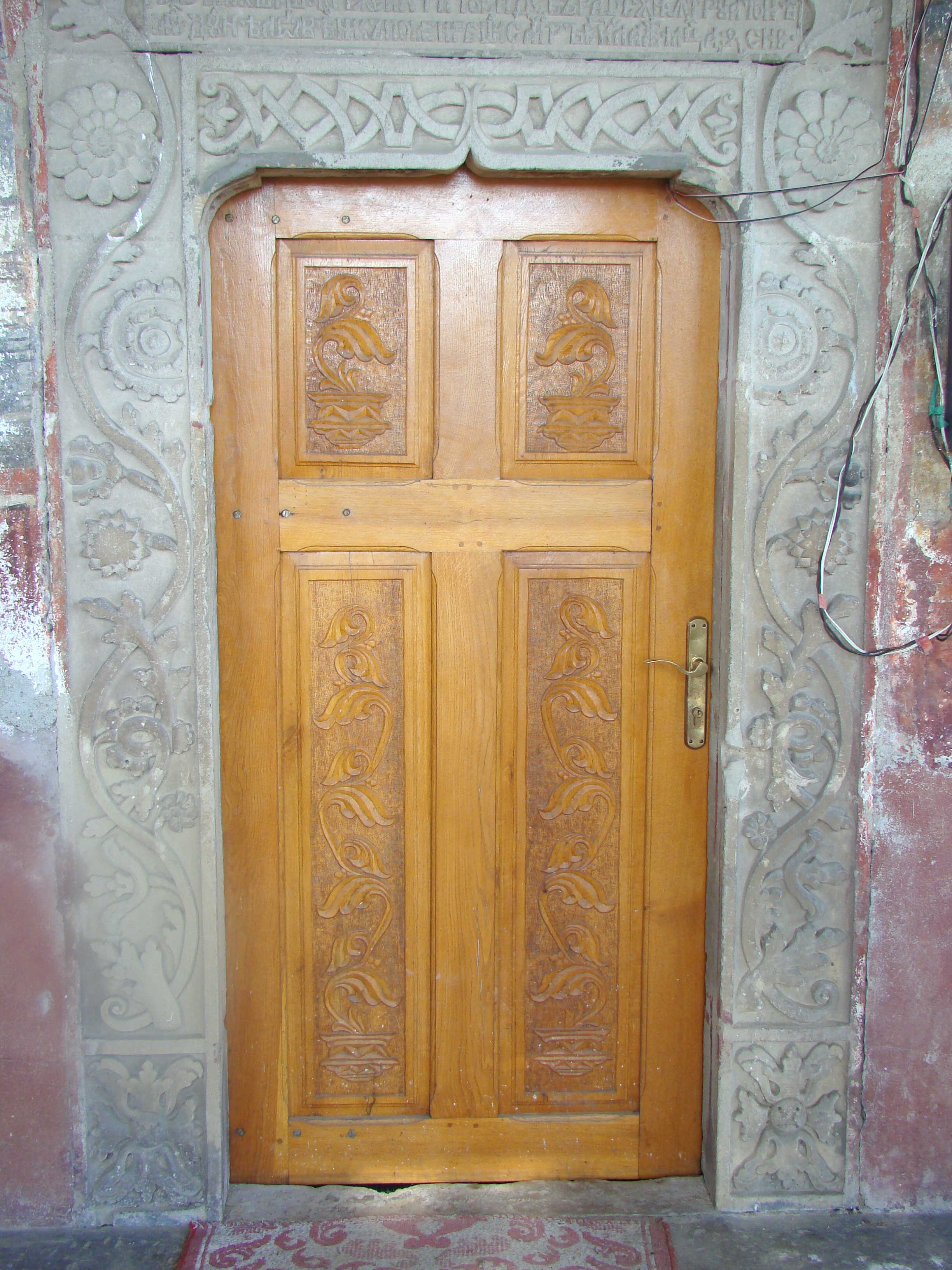
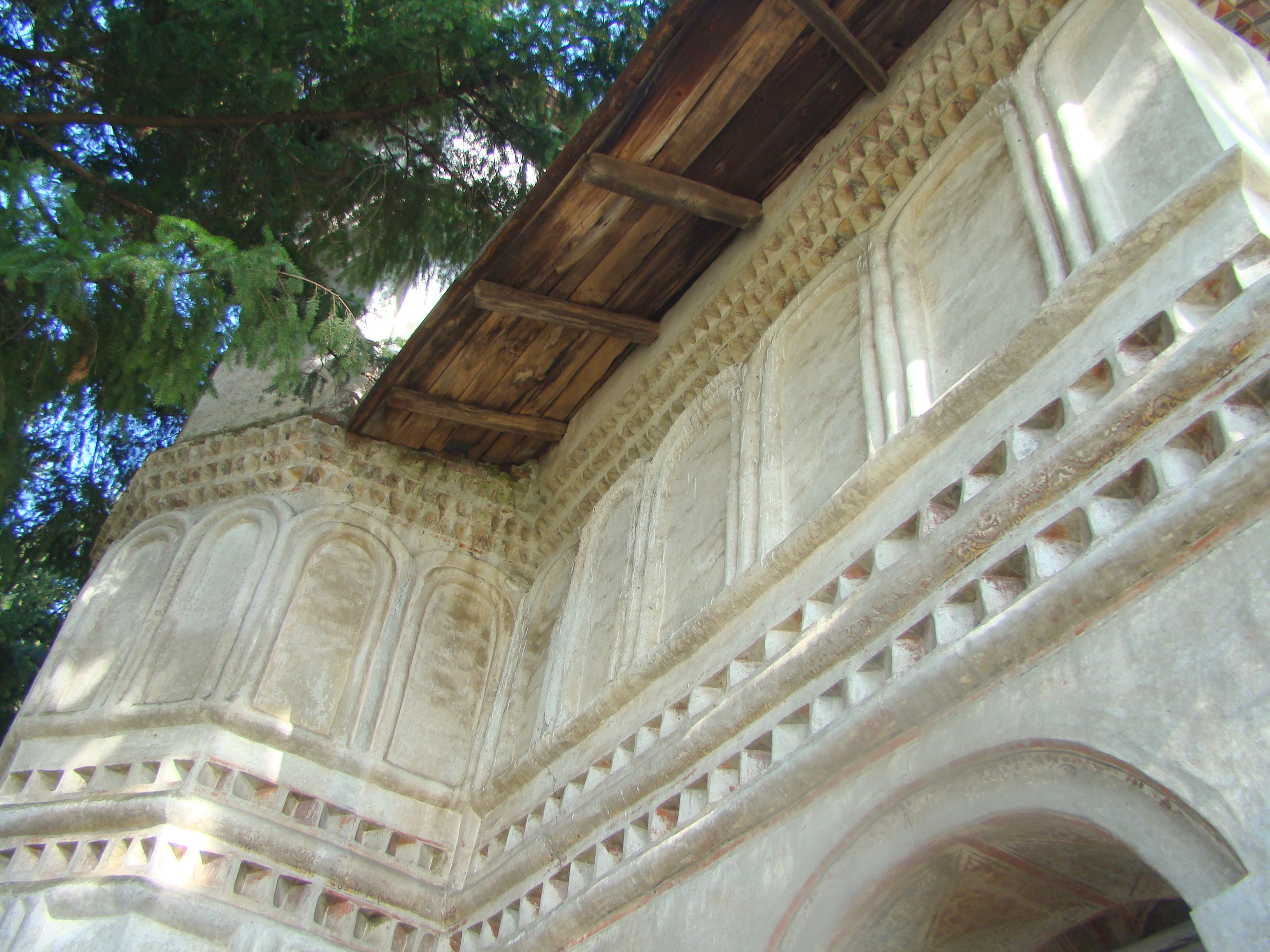
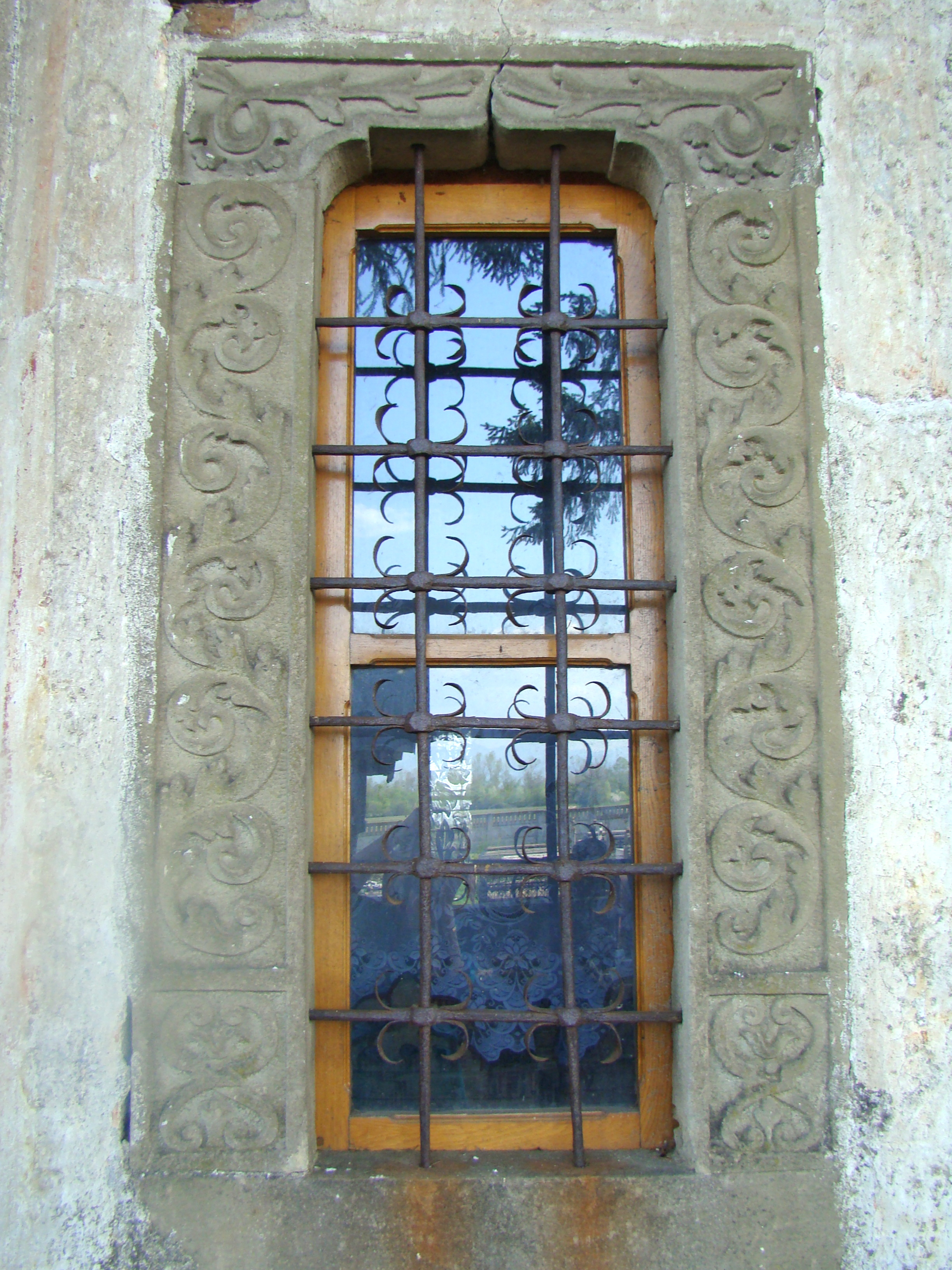
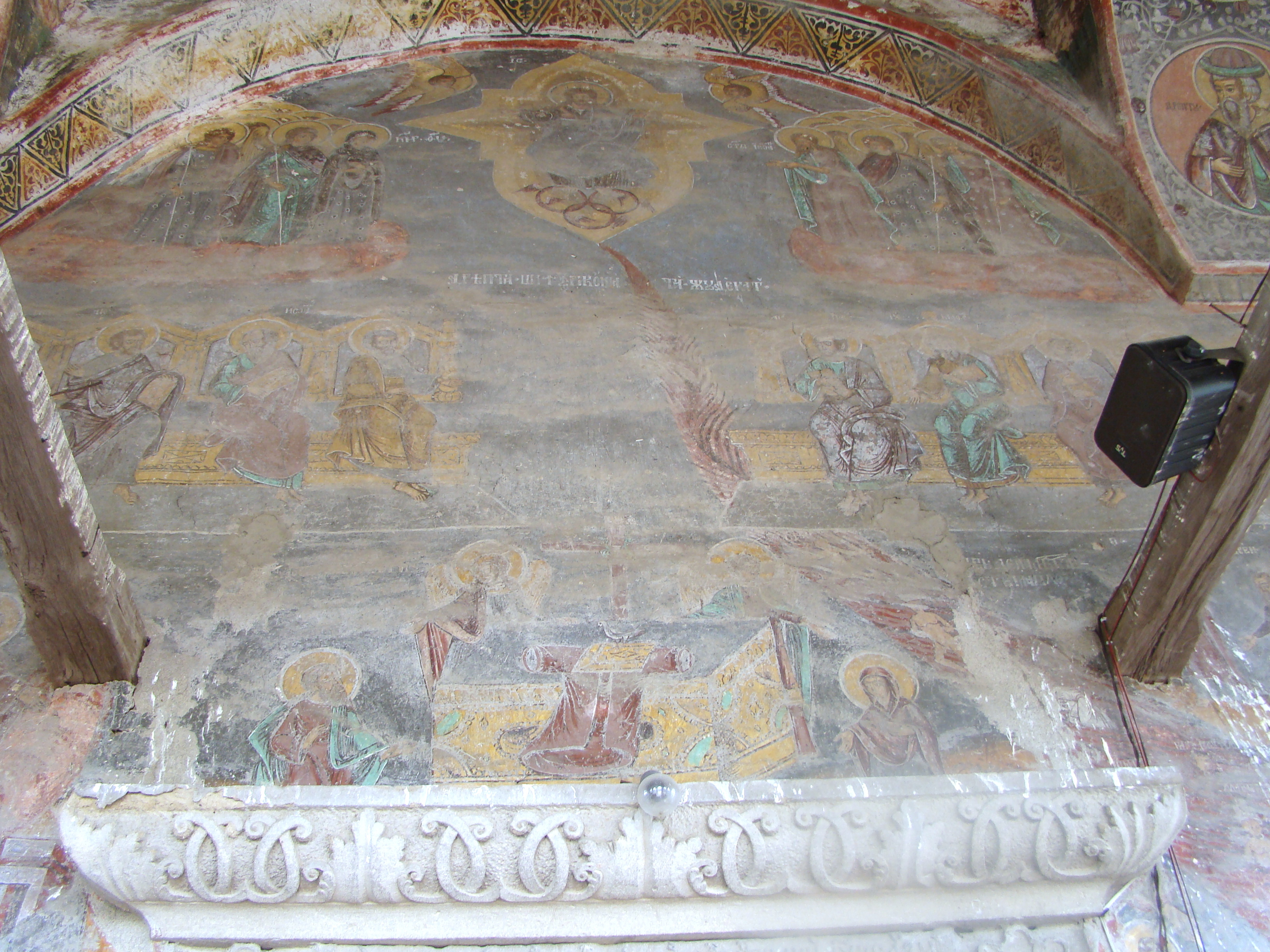
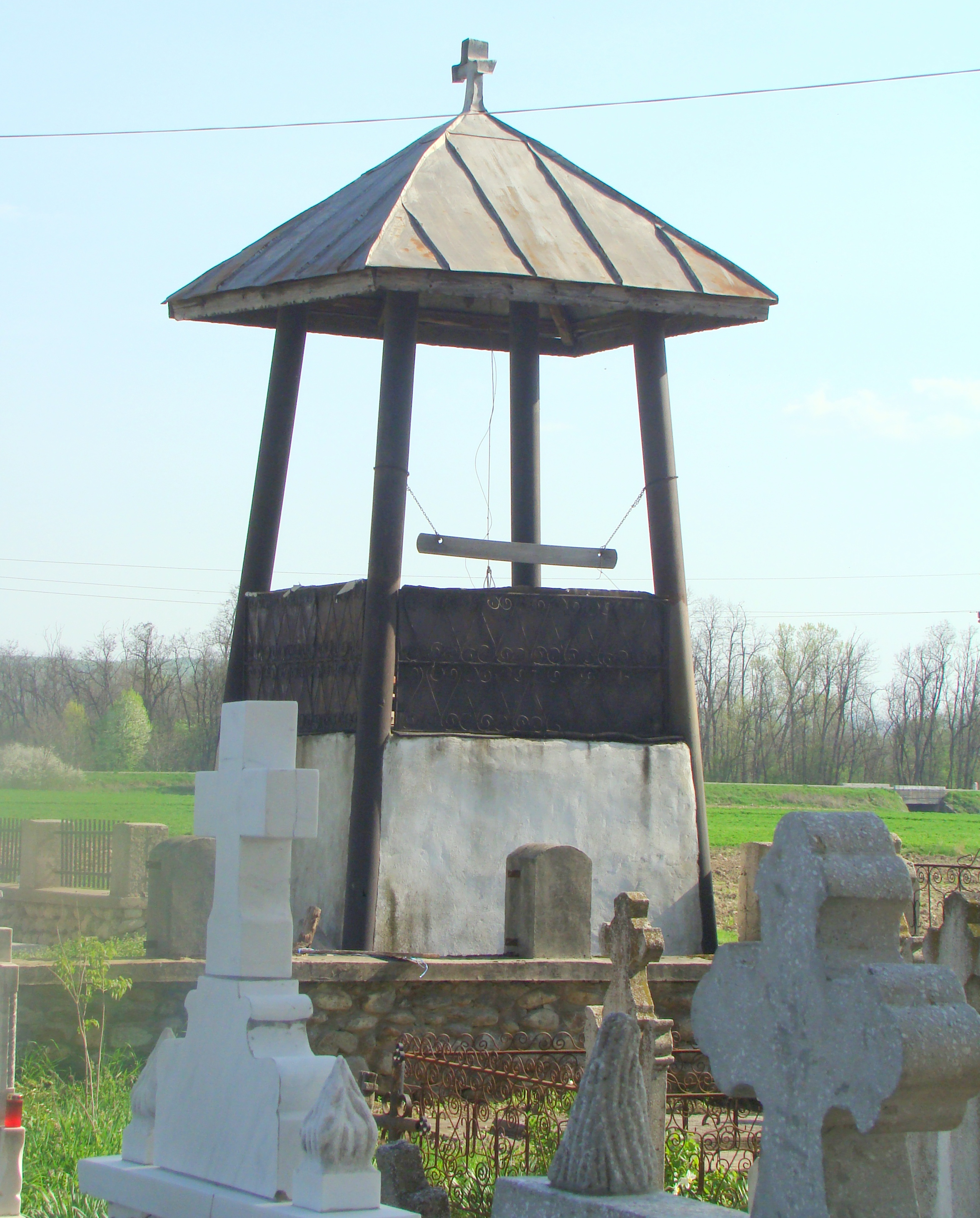
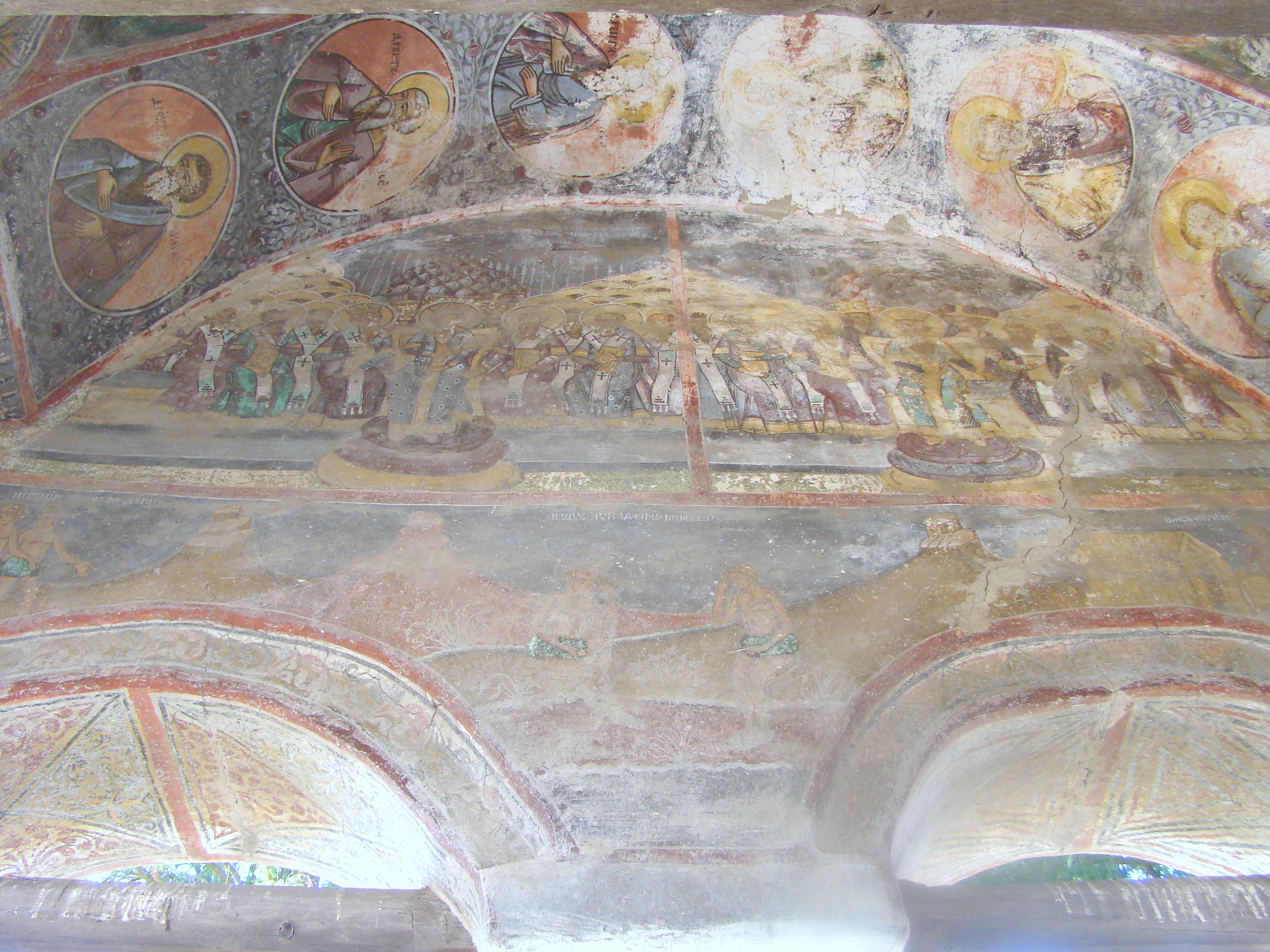
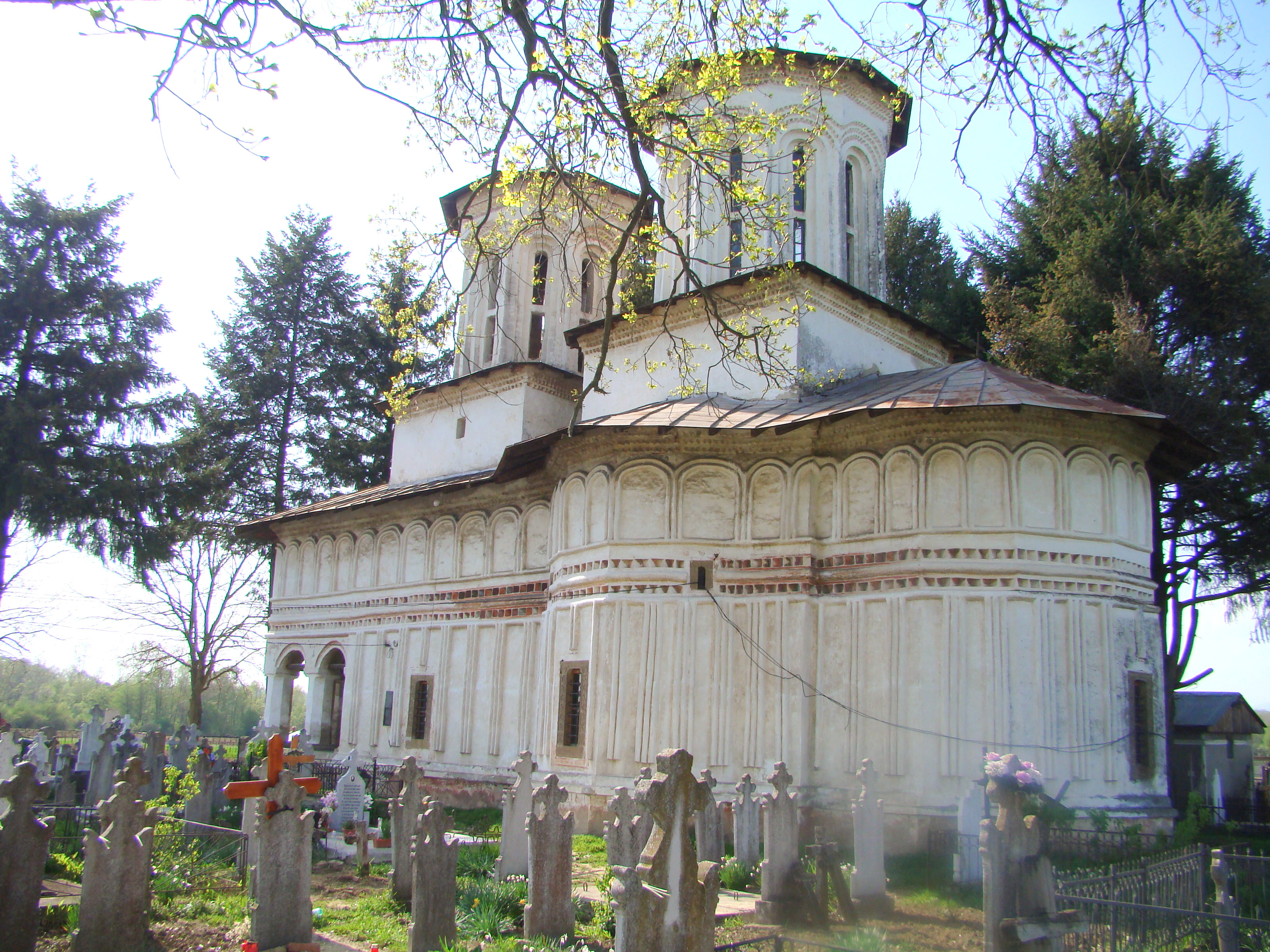
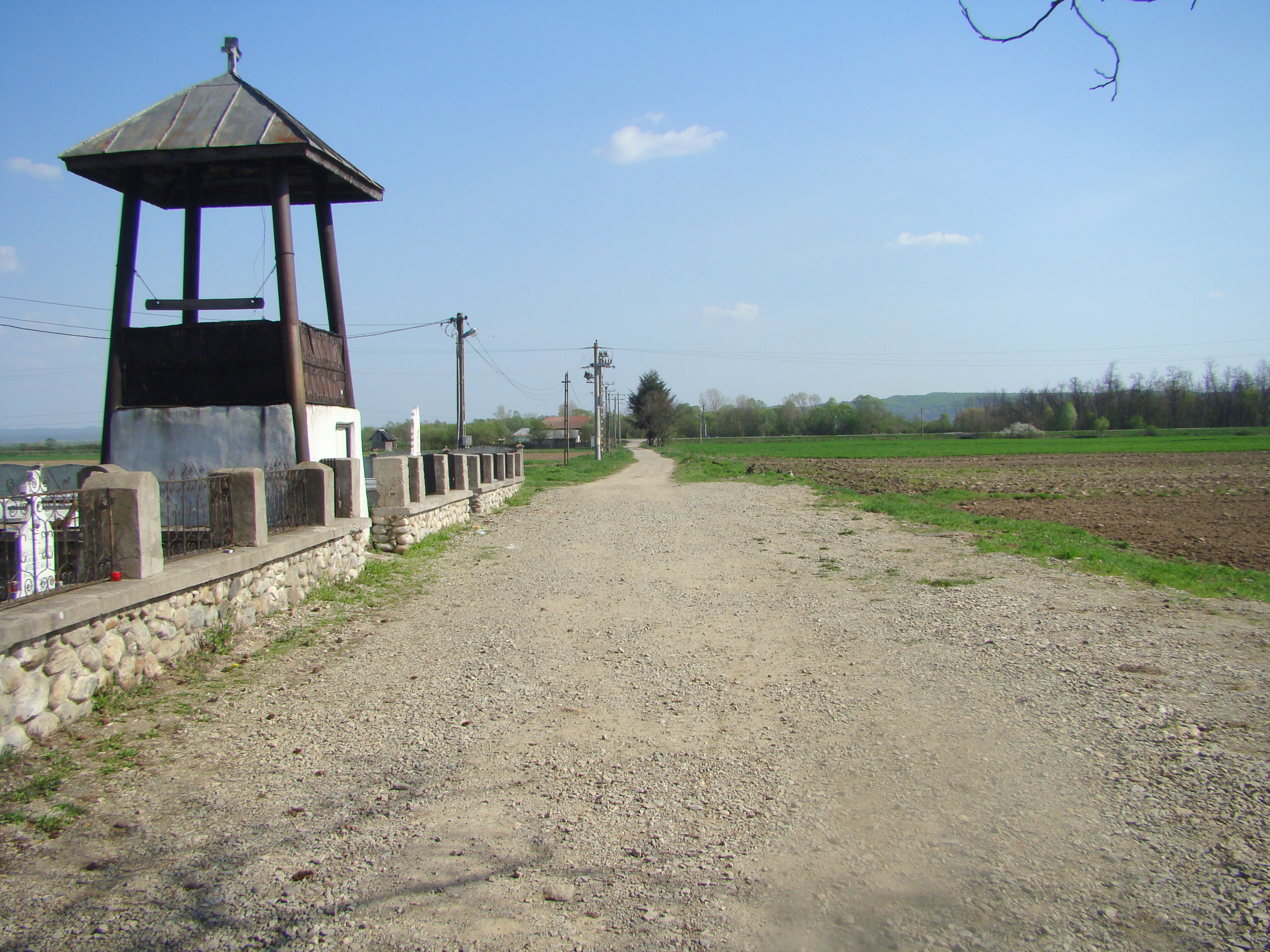